# Георги Илчев
Георги Христов Илчев е български военен деец, полковник, участник в Балканските (1912 – 1913) и Първата световна война (1915 – 1918), командир на 18-а пехотна етърска дружина (17 декември 1920 – 12 август 1922).

## Биография
Георги Илчев е роден на 22 ноември 1879 г. в Голямо Белово, Източна Румелия, Османска империя. На 21 септември 1897 постъпва на военна служба, а през 1901 г. завършва Военното на Негово Княжеско Височество училище в 22-ри випуск и е произведен в чин подпоручик. През 1904 е произведен в чин поручик, на 15 ноември 1908 в чин капитан, на 30 май 1916 в чин майор. От май 1916 г., капитан Георги Илчев командва 4-та рота от Школата за запасни подпоручици в Скопие. По-късно е назначен за командир на дружина от 23-ти пехотен шипченски полк.
На 30 май 1918 година Георги Илчев в произведен в чин подполковник. До 9 декември 1919 година е временен командир на 18-и пехотен етърски полк, от която дата поема командването на 3-та дружина от полка. На 10 декември 1920 година със заповед №182 подполковник Илчев е назначен за командир на 18-а пехотна етърска дружина, като командва дружината в периода (17 декември 1920 – 12 август 1922). На 30 януари 1923 е произведен в чин полковник, от 1924 г. е началник на 9-и пограничен сектор, а през 1928 г. със заповед №7 преминава в запаса.
По време на военната си кариера служи и в 39-и пехотен полк, 25-а пехотен полк и 1-ва пехотна дружина, както и в щаба на жандармерията.
Полковник Георги Илчев е женен и има две деца.

## Военни звания
- Подпоручик (1901)
- Поручик (1904)
- Капитан (15 ноември 1908)
- Майор (30 май 1916)
- Подполковник (30 май 1918)
- Полковник (30 януари 1923)

## Награди
- Възпоменателен кръст „За независимостта на България 1908 година“ (1909)
- Военен орден „За храброст“ IV степен 2 клас (1913)
- Царски орден „Св. Александър“ V степен (1914)
- Народен орден „За военна заслуга“ V степен (1914)
- Военен орден „За храброст“ IV степен 1 клас (1917)
- Орден „Железен кръст“ II степен, Германия (1917)